# Thomas Fraser (12e lord Lovat)
Pour les articles homonymes, voir Fraser.
Thomas Alexander Fraser, 12e lord Lovat et 1er baron Lovat, (17 juin 1802 - 28 juin 1875) est un pair écossais. Il est également le 21e MacShimidh, le patronyme gaélique traditionnel des chefs du clan Fraser.

## Jeunesse
Né le 17 juin 1802, il est le fils d'Amelia (née Leslie) Fraser et d'Alexander Fraser, 9e de Strichen, capitaine du 1er Dragoon Guards décédé le 28 octobre 1803, peu après sa naissance. Ses grands-parents paternels sont Alexander Fraser, 8e de Strichen et Jean (née Menzies) Fraser (une fille de William Menzies et nièce de James Menzies de Culdares). Ses grands-parents maternels sont John Leslie, 22e baron de Balquhain et Violet Dalzell.
En 1821, Fraser charge l'architecte d'Aberdeen John Smith de concevoir une maison de campagne connue sous le nom de Strichen House,.

## Carrière
En 1815, à la mort d'Archibald Campbell Fraser (qui survécut à tous ses enfants), Fraser devient le 21e chef du clan Fraser, comme descendant du deuxième fils du 4e Lord Lovat. Il hérite également des domaines Lovat à Beauly dans l'Inverness-shire. Le 28 janvier 1837, il est créé baron Lovat, de Lovat dans le comté d'Inverness, dans la pairie du Royaume-Uni. En 1854, la mise hors la loi de Simon Fraser (11e lord Lovat) (qui a été condamné et exécuté en 1747) est annulée, et Lovat devient ainsi le 12e Lord Lovat dans la pairie d'Écosse. Il est Lord-lieutenant d'Inverness de 1853 à 1873 et fait Chevalier du Chardon en 1865.

## Vie privée

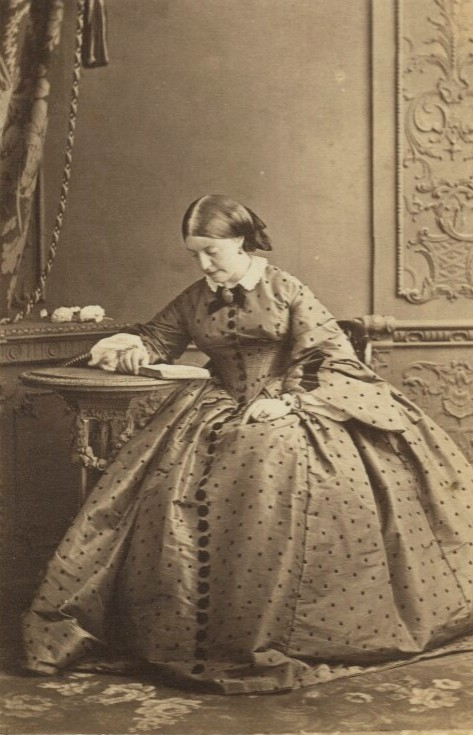
Photographie de sa fille Amelia, 1863.

Le 6 août 1823, Fraser épouse Charlotte Georgina Stafford-Jerningham (1800-1876), fille de George Stafford-Jerningham (8e baron Stafford), en 1823. Le couple a trois filles et quatre fils, dont :
- Amelia Charlotte Fraser (1824-1912)[7], qui épouse Charles Scott-Murray de Danesfield, un député conservateur du Buckinghamshire[8]
- Frances Giorgiana Fraser (1826-1899), qui épouse Pyers Mostyn, 8e baronnet (1811-1882)[9]
- Charlotte Henrietta Fraser (1827-1904)[10], qui épouse Matthew Sausse, le juge en chef de Bombay, en 1866[11]
- Simon Fraser (13e Lord Lovat) (1828-1887), qui épouse Alice Mary Weld-Blundell, fille de Thomas Weld-Blundell[12],[13]
- Alexander Edward Fraser (1831-1885), lieutenant-colonel dans les Scots Guards qui combat pendant la guerre de Crimée et épouse Georgiana Mary Heneage, fille unique de George Fieschi Heneage de Hainton Hall [14]
- George Edward Stafford Fraser (1834-1854), décédé célibataire[1]
- Henry Thomas Fraser (1838-1904), colonel du 1er bataillon des Scots Guards, décédé célibataire[15]

Lord Lovat meurt en juin 1875, à l'âge de 73 ans, et son fils aîné Simon lui succède dans ses titres. Lady Lovat est décédée en 1876.